# Belén Riquelme
Belén Riquelme és una actriu, cantant i directora de cinema valenciana.

## Biografia
Llicenciada per l'Escola Superior d'Art Dramàtic de València, és actriu de cinema, teatre i musicals. Ha treballat amb els directors Jordi Costa (La lava en los labios), Norberto Ramos del Val (El cielo en el infierno, Querido Imbécil) i Miguel Ángel Font (Llagas, Sinnside) entre d'altres. El 2016, després d'estudiar cinematografia a Madrid, escrigué i dirigí Piña Colada, el seu primer curtmetratge.

## Filmografia

### Cinema
- Mambo d'Ana Victoria Pérez[4]
- Viva la vida de Jose Luis García Berlanga
- Loca Oliva de Mariu Bárcena
- El cielo en el infierno de Norberto Ramos del Val
- La lava en los labios de Jordi Costa[5]
- Los desórdenes sentimentales de Ramón Alfonso

### Curtmetratges
- Sinnside de Miguel Ángel Font
- Llagas de Miguel Ángel Font

### Websèries
- Cabanyal Z de Joan Alamar
- Discreethearts de Miguel Ángel Font.

## Teatre
- Querido Imbécil de Norberto Ramos del Val
- Autocracia d'Armando Arjona
- La estrategia del parchís d'Abel Zamora
- Edmund Kean de Hadi Kurich
- Los amantes de Teruel de Hadi Kurich
- Le tuteur d'amour de Belén Riquelme

## Musicals
- Azotéame de Nacho Mañó i José Mañó
- El amor de Miss Amores de Juli Disla[6]
- Festa Major de Manuel Maestro
- Nostalgias d'Alejandro Tortajada
- La viuda del mar de Belén Riquelme.